# 杨明照
杨明照（1909年—2003年12月6日），字弢甫，室名学不已斋，四川大足（今重庆大足区）人，中国学者，致力于中国古代文论及古代文献研究，以严谨的治学风格享誉学界。其对《文心雕龙》的研究颇深，其本人被誉为“龙学泰斗”。

## 生平
1909年农历十月廿三生于四川大足县拾万乡黄木沟的儒医世家，自小开始诵读《龙文鞭影》、《古文观止》等书，对其以后「热爱古典文学、好凑骈俪辞句和致力笺疏、考证之类科研」都极有关系。1926年春考入大足县简易师范。1927年又考入县立初中。1930年进入重庆大学文科预科，期间受吴芳吉的影响，着心于刘勰的《文心雕龙》；1932年，杨明照升入重庆大学本科国文系，继续攻读《文心雕龙》。
1935年秋，杨明照进入四川大学。1936年夏，他以《文心雕龙校注拾遗》为题的毕业论文，博得指导教师庞石帚的好评，並給予一百分滿分。1936年秋考入燕京大学研究院国文部，师从文学批评史专家郭绍虞。1939年夏，以《文心雕龙校注》一书作为申请硕士学位的论文，这本书也成为杨明照学术生涯的奠基扛鼎之作。日本立正大学教授、汉学家户田浩晓撰写了《读杨明照氏的〈文心雕龙校注〉》一文，认为 “有不少发前人所未发的见解”，堪称“自民国以来一直到战后《文心雕龙》研究的名著”。
后历任燕京大学、中国大学、四川大学教师，四川大学中文系主任、名誉主任、教授。期间其在《燕京学报》发表的《太史公书称史记考》受到了历史学家洪业的高度评价。又任四川省文联副主席，成都市文联主席。1981年，成为“中国文学批评史”学科首批博士生导师。
2003年12月6日，杨明照于川大家中去世，享年95岁。

## 著作
著有《文心雕龙校注》、《文心雕龙校注拾遗》、《学不已斋杂著》、《刘子校注》、《抱朴子外篇校笺》等。